# Malá Čierna
Malá Čierna (bis 1927 slowakisch „Malá Černá“; ungarisch Kiscserna) ist eine Gemeinde im Norden der Slowakei mit 335 Einwohnern (Stand 31. Dezember 2024) im Okres Žilina, einem Kreis des Žilinský kraj.

## Geografie

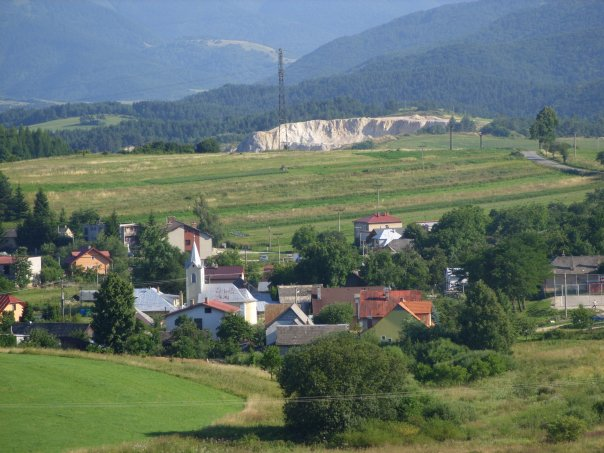
Malá Čierna

Die Gemeinde befindet sich im Nordteil des sogenannten Talkessels von Domaniža (slowakisch Domanižianska kotlina), von drei Seiten vom Gebirge Súľovské vrchy umgeben. Durch die Ortsmitte fließt der Bach Hvojtová. Das Ortszentrum liegt auf einer Höhe von 530 m n.m. und ist 21 Kilometer von Považská Bystrica sowie 25 Kilometer von Žilina entfernt.
Nachbargemeinden sind Súľov-Hradná im Norden, Jasenové im Nordosten, Rajec im Osten, Veľká Čierna im Süden und Bodiná im Westen.

## Geschichte
Malá Čierna wurde zum ersten Mal 1471 als Kys Charna schriftlich erwähnt und lag zuerst im Herrschaftsgebiet der Burg Lietava, später in jenem von Považská Bystrica. 1598 gab es neun Häuser in Malá Čierna. 1720 wohnten 10 Steuerpflichtige im Ort, 1784 hatte die Ortschaft 28 Häuser, 35 Familien und 208 Einwohner. 1828 zählte man 18 Häuser und 261 Einwohner, die als Hirten, Imker und Waldarbeiter beschäftigt waren. 1905 bauten die Einwohner das erste Schulgebäude.
Bis 1918 gehörte der im Komitat Trentschin liegende Ort zum Königreich Ungarn und gehörte danach zur Tschechoslowakei beziehungsweise heute zur Slowakei. 1947 wurde die Gemeinde elektrifiziert, im selben Jahr erhielt sie Anschluss an das Telefonnetz.

## Bevölkerung
| Jahr                | 1994 | 2004    | 2014    | 2024    |
| ------------------- | ---- | ------- | ------- | ------- |
| Anzahl der Personen | 307  | 333     | 366     | 335     |
| Unterschied         |      | +8,46 % | +9,90 % | −8,46 % |

| Jahr                | 2023 | 2024    |
| ------------------- | ---- | ------- |
| Anzahl der Personen | 322  | 335     |
| Unterschied         |      | +4,03 % |

Gemäß der Volkszählung 2011 wohnten in Malá Čierna 353 Einwohner, davon 350 Slowaken. Drei Einwohner machten keine Angabe zur Ethnie.
334 Einwohner bekannten sich zur römisch-katholischen Kirche und drei Einwohner zur Evangelischen Kirche A. B. Sieben Einwohner waren konfessionslos und bei neun Einwohnern ist die Konfession nicht ermittelt.

## Bauwerke und Denkmäler
- römisch-katholische Kreuzerhöhungskirche, die aus einer Kapelle aus dem Jahr 1942 hervorging

## Verkehr
Malá Čierna ist über die einen Kilometer entfernte Straße 2. Ordnung 517 (Považská Bystrica–Rajec) mit der übrigen Slowakei verbunden.